# بالبرگه
بالبرگه (به آلمانی: Baalberge) یک منطقهٔ مسکونی در آلمان است که در برنبورگ واقع شده‌است. بالبرگه ۱٬۴۰۵ نفر جمعیت دارد.